# Santa Claus Is Coming to Town
Santa Claus Is Coming to Town oder Santa Claus Is Comin’ to Town (Der Weihnachtsmann kommt heute in die Stadt u. a.) ist ein Weihnachtslied und wurde 1932 von John Frederick Coots zu einem Text von Haven Gillespie geschrieben. Dessen Ankunft steht in dem Lied bevor, und vermutlich ein Kind wird im Kehrvers zu besserem Betragen ermahnt.

## Entstehung
Coots und Gillespie hatten zunächst Schwierigkeiten, einen Verleger für das Lied zu finden. Die früheste Aufnahme des Songs hat Harry Reser mit seiner Band am 24. Oktober 1934 mit dem Sänger Tom Stacks eingespielt (Decca 264A). Nach der Präsentation des Songs im November 1934 durch Eddie Cantor in seiner Radioshow wurden am nächsten Tag 100.000 mal die Noten verkauft. Bis Weihnachten 1934 verkauften sie sich weitere 400.000 Mal und erreichte den Spitzenplatz in den entsprechenden Charts.

## Weitere Versionen
Am 26. September 1935 nahm Tommy Dorsey mit seinem Orchester eine weitere Version auf. Kurz darauf spielten auch die California Ramblers den Song ein, 1942 folgte Woody Herman. Bing Crosby nahm den Song 1943 mit den Andrews Sisters auf. Ihre Version verkaufte sich mehr als eine Million Mal. Es folgten, insbesondere in den USA, zahlreiche weitere Arrangements und Einspielungen des Liedes, darunter von Mariah Carey & Walter Afanasieff und Bruce Springsteen. Ramsey Lewis, Bill Evans, auch Paul Bley haben Jazz-Versionen dieses Weihnachtsliedes eingespielt. Tom Lord listet alleine aus dem Bereich des Jazz 208 Coverversionen auf; insofern ist der Song zu einem (jahreszeitlichen) Jazzstandard geworden. 1970 coverten die The Jackson Five diesen Song. Der als „Mexikanischer Elvis“ bekannte El Vez veröffentlichte 1994 eine humoristische Version unter dem Titel Santa Claus Is Sometimes Brown und der mexikanische Sänger Luis Miguel brachte eine spanischsprachige Version mit dem Titel Santa Claus Llego A La Ciudad heraus.

## Chartplatzierungen

### Version von The Four Seasons
| Periode   | Höchstplatzierung, GesamtwochenChartsChartplatzierungen (Periode, Platzierungen, Wochen) |
| Periode   | US                                                                                       |
| --------- | ---------------------------------------------------------------------------------------- |
| 1962/63   | US23 (3 Wo.)US                                                                           |
| Insgesamt | US23 (3 Wo.)US                                                                           |

### Version von The Jackson Five
| Periode   | Höchstplatzierung, GesamtwochenChartsChartplatzierungen (Periode, Platzierungen, Wochen) |
| Periode   | UK                                                                                       |
| --------- | ---------------------------------------------------------------------------------------- |
| 1972/73   | UK43 (3 Wo.)UK                                                                           |
| Insgesamt | UK43 (3 Wo.)UK                                                                           |

### Version von Carpenters
| Periode   | Höchstplatzierung, GesamtwochenChartsChartplatzierungen (Periode, Platzierungen, Wochen) |
| Periode   | UK                                                                                       |
| --------- | ---------------------------------------------------------------------------------------- |
| 1975/76   | UK37 (4 Wo.)UK                                                                           |
| Insgesamt | UK37 (4 Wo.)UK                                                                           |

### Version von Bruce Springsteen
In den britischen Charts war 1985/86 eine Doppel-A-Single mit Santa Claus Is Comin’ to Town und My Hometown.

| Periode   | Höchstplatzierung, GesamtwochenChartplatzierungen (Periode, Platzierungen, Wochen) | Höchstplatzierung, GesamtwochenChartplatzierungen (Periode, Platzierungen, Wochen) | Höchstplatzierung, GesamtwochenChartplatzierungen (Periode, Platzierungen, Wochen) | Höchstplatzierung, GesamtwochenChartplatzierungen (Periode, Platzierungen, Wochen) |
| Periode   | DE                                                                                 | AT                                                                                 | CH                                                                                 | UK                                                                                 |
| --------- | ---------------------------------------------------------------------------------- | ---------------------------------------------------------------------------------- | ---------------------------------------------------------------------------------- | ---------------------------------------------------------------------------------- |
| 1985/86   | —                                                                                  | —                                                                                  | —                                                                                  | UK9 (5 Wo.)UK                                                                      |
|           |                                                                                    |                                                                                    |                                                                                    |                                                                                    |
|           |                                                                                    |                                                                                    |                                                                                    |                                                                                    |
| 2007/08   | —                                                                                  | —                                                                                  | —                                                                                  | UK60 (2 Wo.)UK                                                                     |
| 2008/09   | —                                                                                  | —                                                                                  | CH77 (1 Wo.)CH                                                                     | UK91 (2 Wo.)UK                                                                     |
|           |                                                                                    |                                                                                    |                                                                                    |                                                                                    |
|           |                                                                                    |                                                                                    |                                                                                    |                                                                                    |
| 2016/17   | DE100 (1 Wo.)DE                                                                    | —                                                                                  | —                                                                                  | UK95 (1 Wo.)UK                                                                     |
| 2017/18   | DE100 (1 Wo.)DE                                                                    | —                                                                                  | —                                                                                  | —                                                                                  |
| 2018/19   | DE83 (1 Wo.)DE                                                                     | —                                                                                  | CH84 (1 Wo.)CH                                                                     | UK48 (1 Wo.)UK                                                                     |
| 2019/20   | —                                                                                  | —                                                                                  | CH56 (1 Wo.)CH                                                                     | UK72 (1 Wo.)UK                                                                     |
|           |                                                                                    |                                                                                    |                                                                                    |                                                                                    |
|           |                                                                                    |                                                                                    |                                                                                    |                                                                                    |
| 2021/22   | —                                                                                  | —                                                                                  | CH63 (1 Wo.)CH                                                                     | UK78 (2 Wo.)UK                                                                     |
| 2022/23   | —                                                                                  | —                                                                                  | CH98 (1 Wo.)CH                                                                     | UK58 (2 Wo.)UK                                                                     |
| 2023/24   | DE80 (1 Wo.)DE                                                                     | AT74 (1 Wo.)AT                                                                     | CH57 (1 Wo.)CH                                                                     | UK47 (4 Wo.)UK                                                                     |
| 2024/25   | —                                                                                  | —                                                                                  | CH70 (1 Wo.)CH                                                                     | UK41 (2 Wo.)UK                                                                     |
| Insgesamt | DE80 (4 Wo.)DE                                                                     | AT74 (1 Wo.)AT                                                                     | CH56 (7 Wo.)CH                                                                     | UK9 (22 Wo.)UK                                                                     |

### Version von Björn Again
| Periode   | Höchstplatzierung, GesamtwochenChartsChartplatzierungen (Periode, Platzierungen, Wochen) |
| Periode   | UK                                                                                       |
| --------- | ---------------------------------------------------------------------------------------- |
| 1992/93   | UK55 (4 Wo.)UK                                                                           |
| Insgesamt | UK55 (4 Wo.)UK                                                                           |

### Version von Shelter
| Periode   | Höchstplatzierung, GesamtwochenChartsChartplatzierungen (Periode, Platzierungen, Wochen) |
| Periode   | UK                                                                                       |
| --------- | ---------------------------------------------------------------------------------------- |
| 1995/96   | UK80 (1 Wo.)UK                                                                           |
| Insgesamt | UK80 (1 Wo.)UK                                                                           |

### Version von Michael Bublé
| Periode   | Höchstplatzierung, GesamtwochenChartplatzierungen (Periode, Platzierungen, Wochen) | Höchstplatzierung, GesamtwochenChartplatzierungen (Periode, Platzierungen, Wochen) | Höchstplatzierung, GesamtwochenChartplatzierungen (Periode, Platzierungen, Wochen) | Höchstplatzierung, GesamtwochenChartplatzierungen (Periode, Platzierungen, Wochen) |
| Periode   | DE                                                                                 | AT                                                                                 | CH                                                                                 | UK                                                                                 |
| --------- | ---------------------------------------------------------------------------------- | ---------------------------------------------------------------------------------- | ---------------------------------------------------------------------------------- | ---------------------------------------------------------------------------------- |
| 2011/12   | —                                                                                  | —                                                                                  | —                                                                                  | UK100 (1 Wo.)UK                                                                    |
|           |                                                                                    |                                                                                    |                                                                                    |                                                                                    |
|           |                                                                                    |                                                                                    |                                                                                    |                                                                                    |
| 2014/15   | —                                                                                  | —                                                                                  | —                                                                                  | UK95 (1 Wo.)UK                                                                     |
| 2015/16   | —                                                                                  | —                                                                                  | —                                                                                  | UK87 (1 Wo.)UK                                                                     |
| 2016/17   | —                                                                                  | —                                                                                  | —                                                                                  | UK98 (1 Wo.)UK                                                                     |
|           |                                                                                    |                                                                                    |                                                                                    |                                                                                    |
|           |                                                                                    |                                                                                    |                                                                                    |                                                                                    |
| 2018/19   | DE66 (1 Wo.)DE                                                                     | AT71 (1 Wo.)AT                                                                     | CH43 (2 Wo.)CH                                                                     | UK82 (1 Wo.)UK                                                                     |
| 2019/20   | DE96 (1 Wo.)DE                                                                     | —                                                                                  | CH48 (1 Wo.)CH                                                                     | UK77 (1 Wo.)UK                                                                     |
|           |                                                                                    |                                                                                    |                                                                                    |                                                                                    |
|           |                                                                                    |                                                                                    |                                                                                    |                                                                                    |
| 2022/23   | —                                                                                  | —                                                                                  | CH96 (1 Wo.)CH                                                                     | —                                                                                  |
| 2023/24   | —                                                                                  | —                                                                                  | —                                                                                  | UK77 (2 Wo.)UK                                                                     |
| 2024/25   | DE100 (1 Wo.)DE                                                                    | —                                                                                  | —                                                                                  | —                                                                                  |
| Insgesamt | DE66 (3 Wo.)DE                                                                     | AT71 (1 Wo.)AT                                                                     | CH43 (4 Wo.)CH                                                                     | UK77 (8 Wo.)UK                                                                     |

### Version von Frank Sinatra
| Periode   | Höchstplatzierung, GesamtwochenChartplatzierungen (Periode, Platzierungen, Wochen) | Höchstplatzierung, GesamtwochenChartplatzierungen (Periode, Platzierungen, Wochen) | Höchstplatzierung, GesamtwochenChartplatzierungen (Periode, Platzierungen, Wochen) |
| Periode   | DE                                                                                 | AT                                                                                 | CH                                                                                 |
| --------- | ---------------------------------------------------------------------------------- | ---------------------------------------------------------------------------------- | ---------------------------------------------------------------------------------- |
| 2017/18   | DE85 (1 Wo.)DE                                                                     | —                                                                                  | —                                                                                  |
|           |                                                                                    |                                                                                    |                                                                                    |
|           |                                                                                    |                                                                                    |                                                                                    |
| 2019/20   | DE91 (1 Wo.)DE                                                                     | —                                                                                  | —                                                                                  |
| 2020/21   | DE48 (4 Wo.)DE                                                                     | AT75 (1 Wo.)AT                                                                     | —                                                                                  |
| 2021/22   | DE50 (4 Wo.)DE                                                                     | AT45 (4 Wo.)AT                                                                     | CH79 (1 Wo.)CH                                                                     |
| 2022/23   | DE32 (5 Wo.)DE                                                                     | AT30 (4 Wo.)AT                                                                     | CH56 (1 Wo.)CH                                                                     |
| 2023/24   | DE31 (4 Wo.)DE                                                                     | AT29 (4 Wo.)AT                                                                     | CH45 (2 Wo.)CH                                                                     |
| 2024/25   | DE58 (1 Wo.)DE                                                                     | AT52 (1 Wo.)AT                                                                     | CH36 (1 Wo.)CH                                                                     |
| Insgesamt | DE31 (20 Wo.)DE                                                                    | AT29 (14 Wo.)AT                                                                    | CH36 (5 Wo.)CH                                                                     |

### Version von Michael Jackson & The Jackson Five
| Periode   | Höchstplatzierung, GesamtwochenChartplatzierungen (Periode, Platzierungen, Wochen) | Höchstplatzierung, GesamtwochenChartplatzierungen (Periode, Platzierungen, Wochen) | Höchstplatzierung, GesamtwochenChartplatzierungen (Periode, Platzierungen, Wochen) |
| Periode   | CH                                                                                 | UK                                                                                 | US                                                                                 |
| --------- | ---------------------------------------------------------------------------------- | ---------------------------------------------------------------------------------- | ---------------------------------------------------------------------------------- |
| 2017/18   | —                                                                                  | UK99 (1 Wo.)UK                                                                     | —                                                                                  |
| 2018/19   | —                                                                                  | UK30 (3 Wo.)UK                                                                     | —                                                                                  |
| 2019/20   | —                                                                                  | UK46 (2 Wo.)UK                                                                     | —                                                                                  |
| 2020/21   | —                                                                                  | UK57 (4 Wo.)UK                                                                     | US46 (1 Wo.)US                                                                     |
| 2021/22   | CH69 (1 Wo.)CH                                                                     | UK49 (5 Wo.)UK                                                                     | US41 (1 Wo.)US                                                                     |
| 2022/23   | CH83 (1 Wo.)CH                                                                     | UK41 (4 Wo.)UK                                                                     | US33 (4 Wo.)US                                                                     |
| 2023/24   | —                                                                                  | UK35 (5 Wo.)UK                                                                     | US30 (5 Wo.)US                                                                     |
| 2024/25   | —                                                                                  | UK57 (2 Wo.)UK                                                                     | —                                                                                  |
| Insgesamt | CH69 (2 Wo.)CH                                                                     | UK30 (26 Wo.)UK                                                                    | US30 (11 Wo.)US                                                                    |